# Marque (rivière)
Pour la ville du Texas, voir La Marque.
La Marque  est une rivière française du département du Nord dans la région Hauts-de-France, affluent de rive droite de la Deûle, donc sous-affluent de l'Escaut par la Lys.

## Histoire
La Marque dessine autour de Lille, un croissant de lune. Grâce à cette forme originale elle joua au cours de l'histoire un rôle d'obstacle, d'abri et de Frontière naturelle entre le Mélantois, le Ferrain et la Pévèle au sein de l'ancienne châtellenie de Lille située en Flandre romane.
Le 21 septembre 1545, une charte signée par Charles Quint permet aux villages riverains de réparer et mettre en largeur et profondeur la rivière de la Marque.
Elle confirme les droits conférés par la comtesse Marguerite, droits de commune pâture qui ont été contestés aux habitants de temps à autre.
Ces droits s'exercent sur les marais communs entre le four Gorghezelt à Ennevelin et le moulin à Tressin (Cette contrée s'appelle le Gouffre).
Cette petite rivière a autrefois connu des crues importantes qui inondaient les champs aux alentours. Elle a ensuite servi d'exutoire pour les eaux usées de nombreuses industries.
En 1776, le Conseil d'Etat ordonne le curage, le redressement et l'élargissement de la Marque.
Les rives de la Marque constituent une véritable réserve, grâce aux espaces marécageux. Mais, pêcher et chasser sont jusqu'à la révolution Française, des privilèges seigneuriaux.
Les paysans avaient donc l'habitude de braconner pour profiter des ressources offertes par les rives de la Marque, canards, bécassines, échassiers, etc., fréquentent régulièrement ses berges et carpes, anguilles, tanches, brochets, brêmes, goujons, perches, percots, rousses se pêchent encore dans la Marque au début du XIXe siècle.
Dans les années 1990, des plans d'assainissement ont été mis en place afin d'engager la dépollution de la Marque. En collaboration avec les élus des communes bordant la Marque, Jean-René Lecerf, alors vice-président de la communauté urbaine de Lille chargé de l'assainissement (1994-2001), a fait de ce chantier une priorité de l'action communautaire, soutenu par le président de la LMCU, Pierre Mauroy.

## Géographie
De 31,7 km de longueur la Marque prend sa source à Mons-en-Pévèle.
Elle coule globalement du sud-ouest vers le nord et se jette dans la Deûle.
La partie inférieure de la rivière canalisée de son confluent avec le canal de Roubaix à Wasquehal à celui avec la Deûle soit 7,5 km de longueur, mentionnée sur certaines cartes comme canal de Roubaix dont elle constitue le prolongement, fait partie de la liaison Deûle-Escaut. Cette ancienne liaison franco-belge, qui avait été fermée au trafic commercial en 1986, fut réaménagée dans le cadre du programme européen Blue Links. Les travaux se sont déroulés de 2005 à 2009 et ont permis de rendre les voies à la navigation de plaisance .
Le tronçon aval de 3 km de longueur est resté ouvert au trafic commercial pour la desserte de l'usine Lesaffre à Marcq-en-Baroeul.
L'ancien chemin de halage de cette liaison aménagé en voie verte à surface « stabilisée » revêtue de sable de Marquise constitue la « véloroute du canal de Roubaix » reliée à la « véloroute de la Deûle » qui est un élément de l'Eurovéloroute 5.

### Communes et cantons traversés
Dans le seul département du Nord, la Marque traverse vingt-deux communes, et cinq cantons :
- dans le sens amont vers aval : Mons-en-Pévèle (source), Thumeries, Attiches, Tourmignies, Avelin, Mérignies, Pont-à-Marcq, Ennevelin, Fretin, Templeuve, Péronne-en-Mélantois, Louvil, Cysoing, Bouvines, Sainghin-en-Mélantois, Gruson, Anstaing, Chéreng, Tressin, Villeneuve-d'Ascq, Forest-sur-Marque, Hem, Wasquehal, Marcq-en-Barœul, Marquette-lez-Lille (confluence).

Soit en termes de cantons, la Marque prend source dans le canton de Pont-à-Marcq, traverse les canton de Cysoing, canton de Lannoy, canton de Villeneuve-d'Ascq-Nord et conflue dans le canton de Roubaix-Ouest.

### Toponymes
La Marque a donné son nom aux quatre communes suivantes : Pont-à-Marcq, Forest-sur-Marque, Marcq-en-Barœul, Marquette-lez-Lille. Par ailleurs, de part et d'autre de la Naville Tortue, ne peuvent y être répertoriées ni Marquette-en-Ostrevant, ni Marcq-en-Ostrevent.

### Bassin versant
La Marque traverse une seule zone hydrographique Embranchement de Croix de son origine à l'écluse numéro 3 bis Wasquehal et la Ma (E334) de 199 km2 de superficie.

### Organisme gestionnaire
La Métropole européenne de Lille s'occupe des berges et de l'entretien de la Marque.

### Galerie de photographies

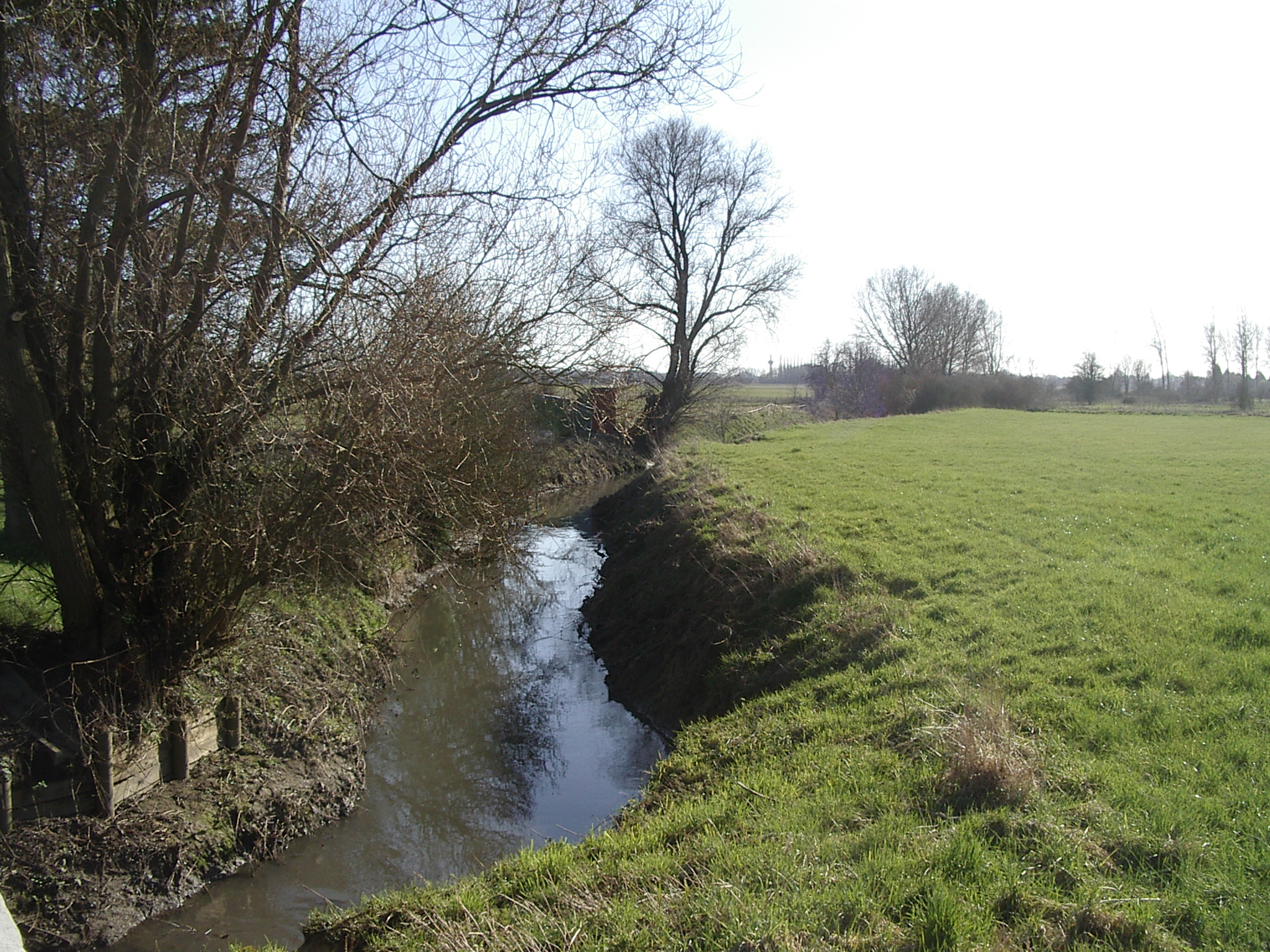
La Marque à Ennevelin.
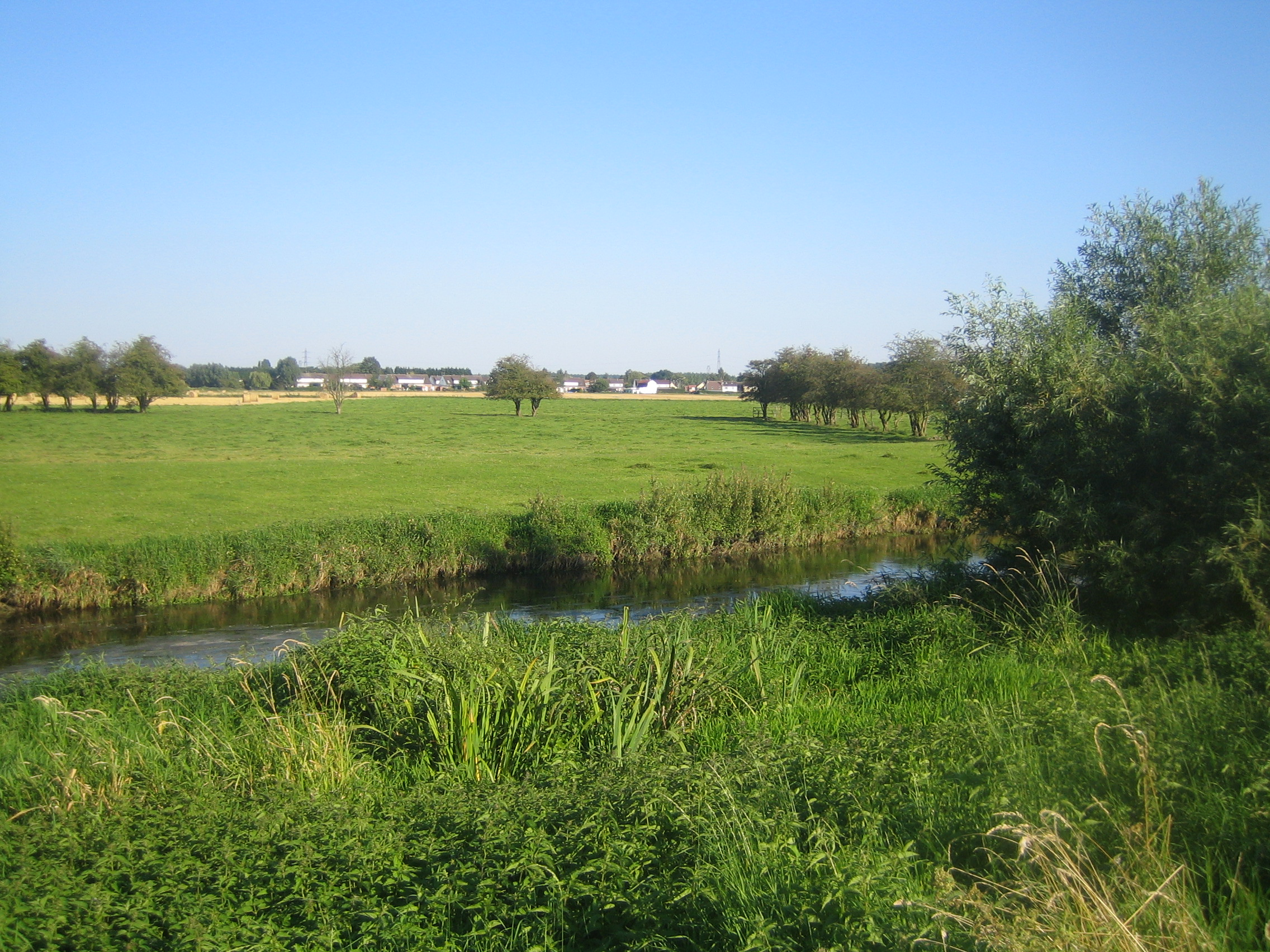
La Marque à Villeneuve-d'Ascq.
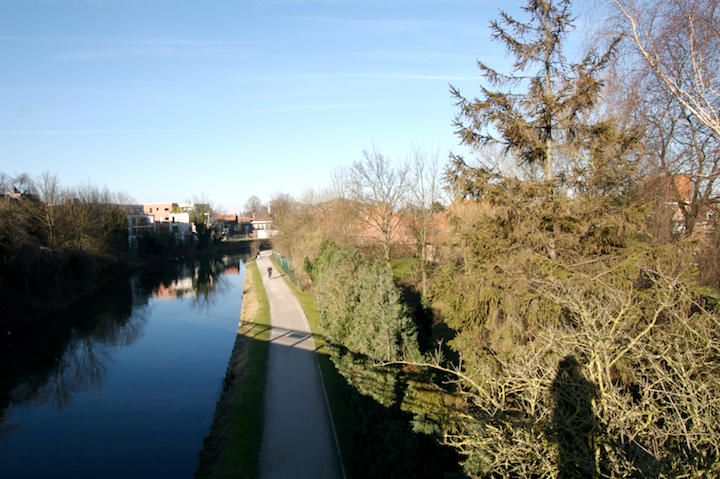
La Marque à Marcq-en-Barœul.
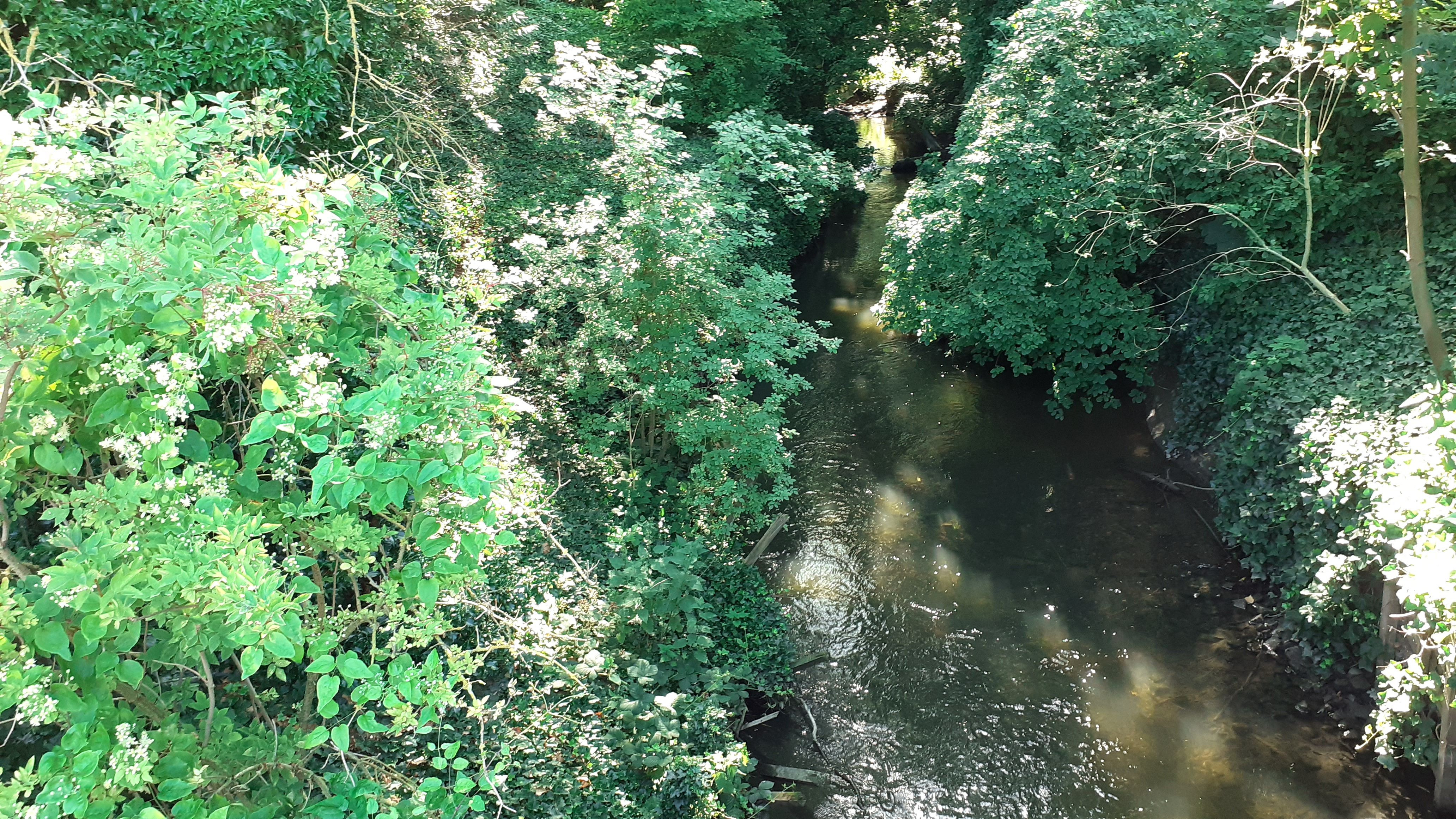
La Marque à Wasquehal.
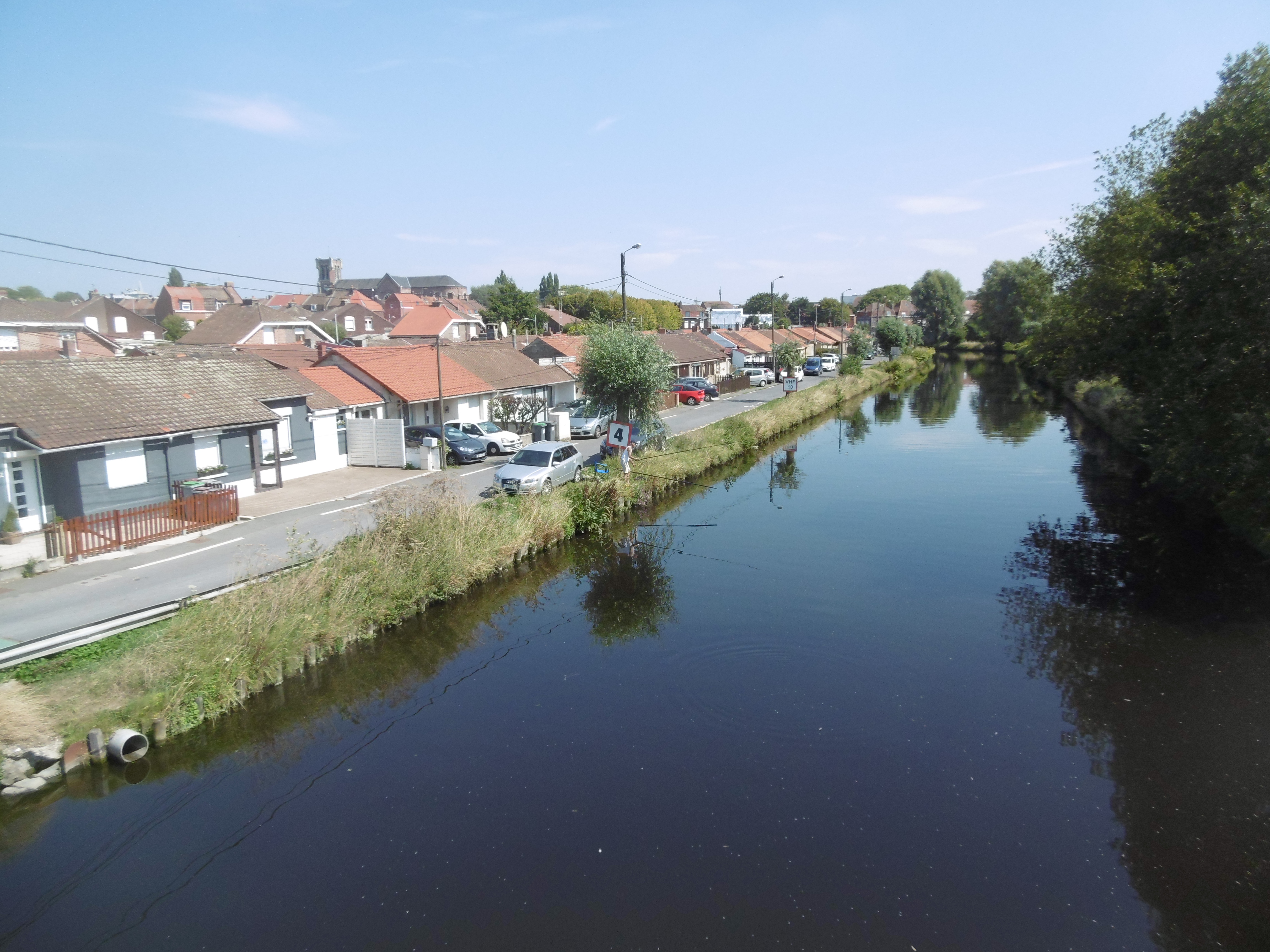
La Marque à Marquette.

## Affluents
La Marque a dix-neuf affluents référencés : 
- le Fossé du Maroc (rg) 1,8 km sur les trois communes de Thumeries, Mons-en-Pévèle et Attiches ;
- le Prez (rg) 2,3 km sur les deux communes d'Attiches et Avelin ;
- le Château de la Rosée (rd) 1 km sur les deux communes de Mérignies et Pont-à-Marcq ;
- le ruisseau Petite Marque (rd) 5 km sur les trois communes de Mons-en-Pévèle, Mérignies et Pont-à-Marcq avec un affluent :
  - la Mousserie (rd) 1,3 km sur les deux communes de Mérignies et Pont-à-Marcq ;
- la Planque (rd) 2,5 km sur les trois communes de Mérignies, Ennevelin et Pont-à-Marcq ;
- la rivière la Marque (rg) 0,2 km sur la seule commune d'Ennevelin. Simple bras de la rivière ;
- le Zécart ou ruisseau du moulin d'eau (rd) 11,5 km sur les six communes de Bersée, Templeuve, Cappelle-en-Pévèle, Genech, Louvil et Cysoing avec sept affluents :
  - la Poissonnerie (rg) 2 km sur la seule commune de Bersée,
  - la Cappelle-en-Pévèle (rd) 1 km sur la seule commune de Cappelle-en-Pévèle,
  - le Noir Riez (rd) 1,6 km sur les deux communes de Templeuve, Genech,
  - le ruisseau du moulin d'eau (rd) 1 km sur la seule commune de Templeuve,
  - le Moulin d'eau (rd) 1,3 km sur les trois communes de Templeuve, Genech, Cysoing,
  - la Villa des Osiers (rd) 1 km sur la seule commune de Cysoing,
  - le Courant des Planches 5 km sur les cinq communes de Templeuve, Genech, Cobrieux, Louvil, Cysoing ;
- la Ferme Castel (rd) 2,7 km sur la seule commune de Templeuve ;
- la Ferme Castel (rg) 2,7 km sur les trois communes de Templeuve, Fretin, Péronne-en-Mélantois ;
- le ruisseau de Cysoing ou riez de Bourghelles ou ruisseau de Mairie (rd) 8,7 km sur les quatre communes de Louvil, Cysoing, Bourghelles, Wannehain avec un affluent :
  - le Riez (rg) 0,7 km sur la seule commune de Cysoing ;
- le ruisseau du Gland (rd) 2,4 km sur les trois communes de Sainghin-en-Mélantois, Cysoing, Bouvines ;
- le ruisseau de Sainghin (rg) 2,8 km sur la seule commune de Sainghin-en-Mélantois ;
- l’Infière (rg) 1,1 km sur les quatre communes de Sainghin-en-Mélantois, Anstaing, Bouvines, Gruson ;
- le courant de maître David (rg) 3,9 km sur la seule commune de Villeneuve-d'Ascq englobé dans les lacs du parc urbain de Villeneuve d'Ascq (lac du château, lac des Espagnols, lac Saint-Jean et lac du Héron) ;
- le Héron (rd) 1 km sur les deux communes de Villeneuve-d'Ascq, Forest-sur-Marque ;
- la Petite Marque (rd) 6,1 km, sur les cinq communes de Villeneuve-d'Ascq, Hem, Forest-sur-Marque, Sailly-lez-Lannoy, Willems ;
- le ruisseau la Petite Marque (rd) 0,8 km sur les deux communes de Villeneuve-d'Ascq, Hem ;
- le bras de la Marque (rg) 2,3 km sur la seule commune de Villeneuve-d'Ascq ;
- la Fausse Marque (rd) 2,5 km sur les trois communes de Wasquehal, Villeneuve-d'Ascq, Croix.

## Hydrologie
Le schéma d'aménagement et de gestion des eaux (SAGE) Marque-Deûle est en cours d'émergence. Pour aider les aménageurs et habitants à se prémunir contre les effets des crues épisodiques, cette rivière a fait l'objet d'un atlas des zones inondables téléchargeable et d'une carte interactive.

## Autour de la Marque
En 838 fut construit à proximité de la rivière, l'abbaye Saint-Calixte de Cysoing vers Louvil puis en 1236 fut construit à l'embouchure de la Marque dans la Deule, l'abbaye du repos de Notre-Dame de Marquette par Jeanne de Flandre.
La ville de Wasquehal fut au XIIIe siècle, divisée en Wasquehal-la Marque et Wasquehal-Paroisse. Charles Hyacinthe Joseph Lespagnol de Grimbry, seigneur de Wasquehal, habitera dans sa demeure située au centre de Wasquehal, sur le bord de la Marque.
Des ponts permettent le franchissement de la Marque, des péages privés sont instaurés (Pont de Carquetelle) et fonctionnent jusqu'à la fin du XVIIIe. A Wasquehal, se trouve le pont du La Outre, qui est privée et dont le passage était payant.

### Bouvines
- station hydrométrique sur la Marque  BV = 135 km²
- débits synthétiques sur la Banque HYDRO
- données débits moyens journaliers Année 2004       changer l'année dans la barre d'adresse
- comparaison 2005  / chronologie antérieure disponible   changer l'année dans la barre d'adresse

### Pont-à-Marcq
- station hydrométrique sur la Marque BV = 30 km²
- débits synthétiques sur la Banque HYDRO
- données débits moyens journaliers Année 2004       changer l'année dans la barre d'adresse
- comparaison 2005  / chronologie antérieure disponible   changer l'année dans la barre d'adresse
- Présentation de l'atlas des zones inondables sur la Marque
- Informations générales sur les atlas des zones inondables